# Římskokatolická farnost Smilovy Hory
Římskokatolická farnost Smilovy Hory je územním společenstvím římských katolíků v rámci táborského vikariátu Českobudějovické diecéze.

## O farnosti

### Historie
V roce 1384 je ve Smilových Horách doložena plebánie. Ta později zanikla a její území bylo přifařeno k Mladé Vožici. V roce 1677 byla farní příslušnost přenesena k Velké Chyšce. Roku 1785 došlo ke zřízení lokálie. Ta byla později přetvořena na samostatnou farnost. Ve 20. století přestal být do Smilových Hor ustanovován sídelní duchovní správce. Farní kostel má poměrně málo časté zasvěcení – Rozeslání svatých apoštolů, které připomíná konkrétní biblickou událost, Ježíšův misijní příkaz:
Jděte ke všem národům a získávejte mi učedníky, křtěte je ve jménu Otce i Syna i Ducha svatého a učte je, aby zachovávali všecko, co jsem vám přikázal. (Mt 28,19n)

### Současnost
Farnost nemá sídelního duchovního správce a je administrována ex currendo z Mladé Vožice.
| Fotografie | Kostel                        | Místo        | Bohoslužba             | Bohoslužba                             | Poznámka     |
| ---------- | ----------------------------- | ------------ | ---------------------- | -------------------------------------- | ------------ |
|            | Kaple                         | Řísnice      | neslouží se pravidelně | neslouží se pravidelně                 | obecní kaple |
|            | Kostel Rozeslání sv. apoštolů | Smilovy Hory | neděle sobota          | 11.00 (sudý týden) 18.00 (lichý týden) | farní kostel |